# Alexa Grace
Alexa Grace (Red Banks, Nueva Jersey; 4 de noviembre de 1994) es una actriz pornográfica y modelo erótica estadounidense.

## Biografía
Nació en el borough de Red Bank, ubicado en el condado de Monmouth (Nueva Jersey). Durante el instituto fue cheerleader. A los 18 años, tras algunos trabajos menores como camarera, comenzó a realizar sus primeras sesiones como modelo erótica. Después de actuar como modelo decidió pasarse al porno, debutando como actriz pornográfica en febrero de 2014, a los 20 años.
Como actriz ha trabajado para productoras como Zero Tolerance, Archangel, New Sensations, Vixen, Núbiles, Wicked Pictures, Girlfriends Films, 3rd Degree, Lethal Hardcore, Blacked, Elegant Angel, Reality Kings, Evil Angel, Bangbros o Naughty America.
Además de su carrera como actriz pornográfica, Alexa Grace inició estudios de Cine en la Universidad de Florida.
En 2018 recibió sus primeras nominaciones en el circuito de premios de la industria. En los Premios AVN fue nominada a Mejor actriz por Crash y a la Mejor escena de sexo lésbico por Lesbian Sex Therapist 2. También en los Premios XBIZ fue nominada como Mejor actriz en película de sexo en pareja por Stripped Down y a la Mejor escena de sexo en película vignette por Young and Beautiful 2. En marzo de ese mismo año fue elegida Penthouse Pets de la revista Penthouse.
Ha aparecido en más de 500 películas como actriz.
Algunas películas de su filmografía completa son As Natural As They Cum, Big Ass Curves 6, Cheaters, Fantasy Solos 15, Forbidden Opportunity, Interracial Crush 2, Love Blind, My First Cream Pie 7, Panty Raid, Spoiled Brats, Turn the Page o Young, Natural and Wicked.

## Premios y nominaciones
| Año  | Ceremonia                   | Resultado | Premio                                     | Trabajo                  |
| ---- | --------------------------- | --------- | ------------------------------------------ | ------------------------ |
| 2016 | Spank Bank Awards           | Nominada  | Best Legs                                  | —                        |
| 2016 | Spank Bank Awards           | Nominada  | Prettiest Girl In Porn                     | —                        |
| 2016 | Spank Bank Awards           | Nominada  | Smooth As Silk                             | —                        |
| 2017 | Premios AVN                 | Nominada  | Premio fan: Debutante más caliente         | —                        |
| 2017 | Spank Bank Awards           | Nominada  | Best Legs                                  | —                        |
| 2017 | Spank Bank Awards           | Nominada  | Cocksucker of the Year                     | —                        |
| 2017 | Spank Bank Awards           | Nominada  | Dirty Little Slut of the Year              | —                        |
| 2017 | Spank Bank Awards           | Ganadora  | Facial Cum Target of the Year              | —                        |
| 2017 | Spank Bank Awards           | Nominada  | Fucking Nerd of the Year                   | —                        |
| 2017 | Spank Bank Awards           | Nominada  | Gloryhole Guru of the Year                 | —                        |
| 2017 | Spank Bank Awards           | Nominada  | Most Photogenic Nymphomaniac               | —                        |
| 2017 | Spank Bank Awards           | Nominada  | Porn's Next Superstar                      | —                        |
| 2017 | Spank Bank Awards           | Nominada  | Prettiest Girl In Porn                     | —                        |
| 2017 | Spank Bank Awards           | Nominada  | Tightest Twat                              | —                        |
| 2017 | Spank Bank Technical Awards | Ganadora  | Creampuff Connosseir                       | —                        |
| 2018 | Premios AVN                 | Nominada  | Mejor actriz                               | Crash                    |
| 2018 | Premios AVN                 | Nominada  | Mejor escena de sexo lésbico               | Lesbian Sex Therapist 2  |
| 2018 | Spank Bank Awards           | Nominada  | Baroness of Licking Lady Ass               | —                        |
| 2018 | Spank Bank Awards           | Nominada  | Beautiful Blonde of the Year               | —                        |
| 2018 | Spank Bank Awards           | Nominada  | Best 'Fuck Me' Eyes                        | —                        |
| 2018 | Spank Bank Awards           | Ganadora  | Cock Worshipper of the Year                | —                        |
| 2018 | Spank Bank Awards           | Nominada  | Excellence in 'Lawn' Maintenance           | —                        |
| 2018 | Spank Bank Awards           | Nominada  | Facial Cum Target of the Year              | —                        |
| 2018 | Spank Bank Awards           | Nominada  | Masturbator of the Year                    | —                        |
| 2018 | Spank Bank Awards           | Nominada  | Most Fuckable Feet                         | —                        |
| 2018 | Spank Bank Awards           | Nominada  | Oral Authority of the Year                 | —                        |
| 2018 | Spank Bank Awards           | Nominada  | Pussy Phenomenon of the Year               | —                        |
| 2018 | Spank Bank Technical Awards | Ganadora  | Most Valiant Vagina                        | —                        |
| 2018 | Premios XBIZ                | Nominada  | Mejor actriz en película de sexo en pareja | Stripped Down            |
| 2018 | Premios XBIZ                | Nominada  | Mejor escena de sexo en película vignette  | Young and Beautiful 2    |
| 2018 | Premios XRCO                | Nominada  | Mejor actriz                               | Forbidden Opportunity    |
| 2019 | Premios AVN                 | Nominada  | Mejor escena de sexo en grupo              | Interracial Icon 9       |
| 2019 | Premios AVN                 | Nominada  | Mejor escena de sexo oral                  | Interracial Blow Bang 15 |
| 2019 | Premios AVN                 | Nominada  | Mejor escena de trío M-H-M                 | Interracial Cum Swapping |
| 2019 | Premios AVN                 | Nominada  | Premio fan: Artista femenina favorita      | —                        |
| 2019 | Spank Bank Awards           | Nominada  | Blowbang / Bukkake Badass of the Year      | —                        |
| 2019 | Spank Bank Awards           | Nominada  | Breathtaking Blonde of the Year            | —                        |
| 2019 | Spank Bank Awards           | Nominada  | Facial Cum Target of the Year              | —                        |
| 2019 | Spank Bank Awards           | Nominada  | Oral Authority of the Year                 | —                        |
| 2019 | Spank Bank Awards           | Nominada  | Pussy Phenomenon of the Year               | —                        |
| 2019 | Spank Bank Awards           | Nominada  | Sharing Is Caring                          | —                        |
| 2019 | Spank Bank Awards           | Nominada  | Spooning Specialist                        | —                        |
| 2019 | Spank Bank Awards           | Nominada  | Threesome Savant of the Year               | —                        |
| 2019 | Spank Bank Technical Awards | Ganadora  | Classiest Cock Jockey                      | —                        |